# 바루타시

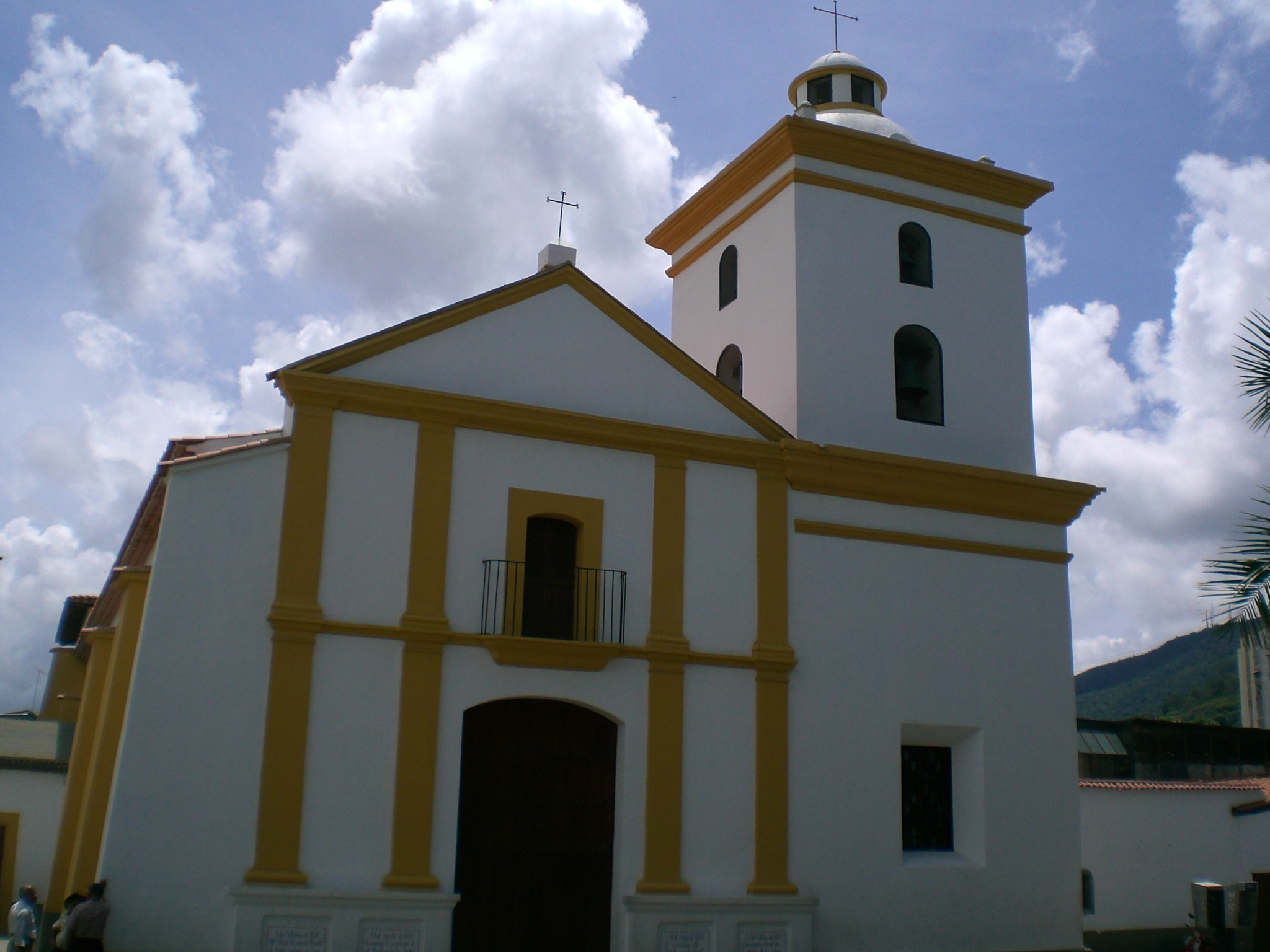
바루타의 누에스트라 세뇨라 델 로사리오(Nuestra Señora del Rosario) 교회

바루타 시의 위치

바루타시(스페인어: Baruta)는 베네수엘라 미란다 주의 지방 자치체로 행정 중심지는 누에스트라세뇨라델로사리오데바루타이며 면적은 93.9km2, 높이는 1,178m, 인구는 240,755명(2011년 기준)이다.